# مارتینا گوسمن
مارتینا گوسمن (اسپانیایی: Martina Gusmán‎؛ زادهٔ ۲۸ اکتبر ۱۹۷۸) بازیگر و تهیه‌کننده فیلم اهل آرژانتین است. وی بابت نقش‌آفرینی‌هایش برندۀ جایزه فرهنگستان علوم و هنرهای سینمایی آرژانتین شد و یکی از داوران جشنواره فیلم کن ۲۰۱۱ بود.

## گزیدهٔ فیلم‌شناسی

### سینما
- پسر (۲۰۱۹)
- فیل سفید (۲۰۱۲)
- کارانچو[۴] (۲۰۱۰)
- لئونرا (۲۰۰۸)

### تلویزیون
- بی‌گناه (۲۰۲۱)
- مجردمانده‌ها (۲۰۱۰)